# Mirante (Bahia)
Pour les articles homonymes, voir Mirante.
Mirante est une municipalité de l'État de Bahia au Brésil.
Selon le recensement de 2010, la population est estimée à 10 512 habitants, pour une superficie de 927,826 km2.
Mirante appartient à la Microrégion de Vitória da Conquista dans la Mésorégion du Centre-Sud de Bahia.